# 利普卡河 (葉祖奇河支流)
利普卡河（烏克蘭語：Липка）是位於烏克蘭東北部蘇梅州的河流，並屬於葉祖奇河的左支流。該河源於杜博夫亞濟夫卡以南，終於卡利尼夫卡。河道全長30公里，流域面積139平方公里。